# 世界の中心で太陽にほえる
『世界の中心で太陽にほえる』（せかいのちゅうしんでたいようにほえる）は、ポンセ前田のギャグ漫画作品。『ジャンプスクエア』（集英社）にて2007年12月号（創刊号）から2008年8月号まで連載（2008年12月号で特別掲載）され、2008年8月から10月まで同誌のホームページにてWeb連載された。

## ストーリー
愛と希望に溢れるヘソ曲署に赴任してきた新任刑事・山田ひろし。そこには、想像を絶する世界が待っていた……。

## 概要
一回あたりの10ページ前後の一話完結型のギャグ漫画。普通のストーリー形式のギャグの回があったり、ひたすら同じフレーズを繰り返す、いわゆる繰り返しギャグの回があったり、DEATH NOTEや土曜ワイド劇場のパロディの回があったりと形式は様々。
単行本1巻の帯の文句「読者層無視のなげやり刑事ギャグ漫画」のとおり、昭和時代のサブカルチャーが題材のギャグが多く織り交ぜられている。これに関しては最終話「ボカンと一発！山田くん」の作中のセリフを借りて、「そもそも太陽にほえろ!を見てたのは若くても昭和40年代生まれなのに今時こんな漫画 少年誌で当たる訳ねェだろ読者層考えろ」という編集部のコメントが記されている。
最終話末に緊急告知!!第二部「月面の中心で太陽にほえる」快調執筆中!!とあるがその次に小さく「この予告はフィクションです」の表記があるため実際に第二部が再開するのかは不明。

## 登場人物
山田 ひろし（やまだ ひろし）
ヘソ曲署に配属されたばかりの新任刑事。東京・青山生まれ。極普通の人間な為、苦労する事となる。下ネタを嫌う。デカ長・石花に愛称を核融合刑事に決められ、それが仇となり、一度は国外追放されるハメに。結局、愛称は「山さん」で落ち着くがそれ以後も周囲の人間に巻き込まれ散々な目に遭う。第9話では3度に渡り殉職、最終話に至っては犯人逮捕の為のミサイルに積み込まれ、犯人もろとも大気圏外で爆発。以後行方不明に。
石花 U次郎（いしばな ユーじろう）
ヘソ曲署刑事課のデカ長。太陽にほえろ!の石原裕次郎演じる藤堂係長のパロディ。いつもブラインド越しに外を見ている。山田に核融合刑事（ルーレットで決定）という名前を授ける。山田の事は「山さん」と呼ぶ（太陽にほえろ！山村精一刑事の愛称と同じ)。全日本刑事連合（全デ連）の会長でもある。
右門 凶作（うもん きょうさく）
凄腕で一人で三人分の働きをする刑事「右門三兄弟」の長男。巨人の星の左門豊作のパロディ。27歳。阿蘇山生まれの九州男児。つぎはぎだらけのスーツを着、かなり自虐的な男。米が大凶作の年に生まれた。回が進むごとに登場回数は減り、さらに自虐的になる。
右門 二期作（うもん にきさく）
右門三兄弟の二男。ランニングシャツ姿でいつもお腹を空かせている。容疑者確保の為突然ヘリをチャーターしたが、経費で落ちなかった。米の二期作を始めた年に生まれた。
右門 エルニーニョ（うもん -）
右門三兄弟の三男。まだ赤ん坊で、普段は凶作の背中に背負われているが、ヘリから砲弾をぶっ放した。エルニーニョ現象とは特に関係無いらしい。
菅原　文（すがわら　あや）
ヘソ曲署初の女性刑事。凶作に「マブか！」と言われるくらいの美人だが、凄腕の刑事だった父から幼い頃からオッサンの英才教育を受けた結果、オッサンモードに入るとオッサンの心理を読み解くことが出来るようになり、数々のオッサン絡みの事件を解決。オッサンマスターの称号を得る。その副作用により、気を抜くとオッサンになってしまう。山田とともにオリンピックの新種目「刑事」の取調べダブルス自由形に参加。第11話「ポンセワイド劇場 ～オッサンマスターの事件簿～」では主役に。
松方比呂鬼（まつかた　ひろき）
いつも袖の破けたスーツにネクタイ、警察帽という風貌で、刑事長からヘソ曲署の宝と賞される程の凄腕の刑事。犯人逮捕のための格闘術刑事道の使い手。その犯人逮捕の為なら手段を選ばない人間性により山田は毎回酷い目に遭う。名前のネタ元は松方弘樹。
刑事神（でかしん）
刑事の運命を司る神。殉職した山田をWEBでなら、という条件で生き返らせる（実際にこの回以降はWEB連載になる）。
これはなんですか刑事（これはなんですかでか）
「なんじゃあこりゃあ」をひたすら連呼する刑事。太陽にほえろ!で松田優作が演じたジーパン刑事のパロディ。第1話では1シーンだけ登場、第10話「帰ってきたアイツ」の中心人物。最終的に行方不明に。

## パロディ
- DEATH NOTE（原作：大場つぐみ・漫画：小畑健）のスピンオフ映画の上演に先駆け、第4話・DEKA NOTEを掲載。この回では山田ひろしが夜魔田ひろしという名で登場。両作者より許可を得た公認のパロディ。[1]